# Niv Sultan
Niv Sultan (Jerusalém, 16 de setembro de 1992) é uma atriz israelense. Ela é conhecida por estrelar a série Teerã, da Apple TV+.

## Filmografia

### Cinema
| Ano  | Título            | Papel      | Nota(s) |
| ---- | ----------------- | ---------- | ------- |
| 2017 | Kimaat Mefursemet | Shir Carmi |         |

### Televisão
| Ano  | Título | Papel                             | Nota(s)      |
| ---- | ------ | --------------------------------- | ------------ |
| 2018 | Eilat  | Tom Shahar                        |              |
| 2020 | Tehran | Tamar Rabinyan (agente da Mossad) | Protagonista |